# 89. Infanterie-Division (Wehrmacht)
La 89. Infanterie-Division fu una divisione dell'esercito tedesco attiva durante la seconda guerra mondiale, che venne creata nel 1944 e fu schierata lungo il fronte occidentale dove fu distrutta nel 1945.

## Storia
La divisione fu istituita il 15 gennaio 1944 nell'area di addestramento militare di Bergen vicino a Celle, fu trasferita in Norvegia il 13 febbraio 1944 e a causa dell'inizio dell'Operazione Overlord fu trasferita in Francia, nella zona di Amiens. A partire dal luglio 1944 fu schierata nell'area di Le Havre e venne utilizzata nelle battaglie contro le truppe alleate in Normandia; nell'agosto 1944 la divisione fu praticamente distrutta nella sacca di Falaise ed i resti andarono al Heeresgruppe D sul Basso Reno.
Dall'ottobre al dicembre 1944 la divisione venne schierata sul confine occidentale tedesco nell'Eifel. Nel gennaio 1945 la divisione fu ristabilita, ma nel febbraio perse molti ufficiali e uomini a causa dei combattimenti nell'Eifel; nel marzo 1945 fu considerata distrutta ed i suoi resti furono inviati alla 326.Infanterie-Division nell'area di Kassel.

## Ordine di battaglia
- Grenadier-Regiment 1055
- Grenadier-Regiment 1056
- Artillerie-Regiment 189
- Pionier-Bataillon 189
- Panzerjäger-Abteilung 189
- Füsilier-Bataillon 189
- Divisions-Nachrichten-Abteilung 189
- Divisionseinheiten 189[1]

### 89. Infanterie-Division 1944[1]
- Grenadier-Regiment 1055
- Grenadier-Regiment 1056
- Grenadier-Regiment 1063
- Artillerie-Regiment 189
- Pionier-Bataillon 189
- Feldersatz-Bataillon 189
- Panzerjäger-Abteilung 189
- Füsilier-Bataillon 189
- Divisions-Nachrichten-Abteilung 189
- Divisions-Füsilier-Bataillon 189
- Divisionseinheiten 189

## Decorazioni
Alcuni soldati della 89. Infanterie-division furono premiati per le loro azioni in guerra:
- Croce Tedesca
  - in oro: 15
- Croce di Cavaliere della croce di ferro: 24
  - Croce di Cavaliere con foglie di quercia: 1
- Distintivo per combattimenti ravvicinati:
  - in bronzo: 3
  - in argento: 1

## Comandanti
- Generalleutnant Conrad-Oskar Heinrichs (10 febbraio 1944 - 15 settembre 1944)
- Generalmajor Walter Bruns (15 settembre 1944 - 9 febbraio 1945)
- Oberst Warnecke (9 febbraio 1945 - 21 febbraio 1945)
- Generalmajor Richard Bazing (21 febbraio 1945 - 8 maggio 1945)[1]